# Stig Rudberg
Stig Yngve Rudberg (* 28. Oktober 1920 in Vänersborg; † 19. August 2011 in Lund) war ein schwedischer Klassischer Philologe und Hochschullehrer.

## Leben und Wirken
Stig Rudberg studierte Klassische Philologie an der Universität Uppsala. Dort legte er 1947 die Lizenziatsprüfung ab und promovierte 1954. In der Zeit von 1945 bis 1954 unterrichtete er im Schuldienst. Bis 1957 lehrte er dann als Dozent an der Universität Uppsala. Anschließend wechselte er als Dozent an die Universität Stockholm, wo er bis 1966 tätig war. Von 1966 bis zu Eintritt in den Ruhestand 1986 hatte Rudberg eine Professur für griechische Sprache und Literatur an der Universität Lund inne. Von 1970 bis 1975 leitete er außerdem das dortige Antikenmuseum. Er betätigte sich in mehreren wissenschaftlichen Institutionen Schwedens.
Seit 1956 gab er die Zeitschrift "Eranos" heraus. Rudberg beschäftigte sich in seinen Veröffentlichungen vor allem mit dem Werk des spätantiken Theologen Basilius dem Großen.

## Veröffentlichungen (Auswahl)
- Études sur la tradition manuscrite de Saint Basile. AB Lundequistska Bokhandeln, Uppsala 1953 (= Dissertation der Universität Uppsala).
- Les manuscrits à contenu profane de Mont-Athos. In: Eranos, Bd. 54 (1956), S. 174–185.
- (Mithrsg.): Ancienne version latine des neuf homélies sur L'Hexaéméron de Basile de Césarée. Akademie-Verlag, Berlin 1958.
- Welche Vorlage benutzte Erasmus für seine editio princeps der Basilius-Homilien? In: Eranos, Bd. 60 (1960), S. 20–28.
- (Hrsg.): L'homélie de Césarée sur le mot "Observe-toi toi-même. Almqvist & Wiksell, Stockholm 1962.
- La synaxaire de Lund. In: Analecta Bollandiara, Bd. 81 (1963), S. 117–141.
- "Morceaux choisis" de Basile sélectionnés par Syméon Métaphraste. In: Eranos, Bd. 62 (1964), S. 100–119.
- Les manuscrits grecs de la Bibliothèque universitaire de Lund. In: Eranos, Bd. 67 (1969), S. 54–61.
- (mit Emmanuel Amand de Mendieta): Basile de Césarée. La tradition manuscrite directe des neuf homélies sur l'Hexaéméron; étude philologique (= Texte und Untersuchungen zur Geschichte der altchristlichen Literatur, Bd. 123). Akademie-Verlag, Berlin 1980.
- (Hrsg., mit Emmanuel Amand de Mendieta): Basilius von Caesarea / Homilien zum Hexaemeron (= Die griechischen christlichen Schriftsteller der ersten Jahrhunderte, N.F., Bd. 2). Akademie-Verlag, Berlin 1997, ISBN 3-05-002002-4.